# 卡帕克利耶韋
46°48′25″N 30°12′20″E / 46.80694°N 30.20556°E
卡帕克利耶韋（羅馬化：Kapakliieve）是位於烏克蘭西南部敖德萨州羅茲迪利納區羅茲迪利納市鎮的村莊。該村始建於1793年，面積0.51平方公里，海拔高度43米，2001年人口46，人口密度每平方公里91.09人。